# Euptoieta hegemone
Euptoieta hegemone är en fjärilsart som beskrevs av Paul Dognin 1891. Euptoieta hegemone ingår i släktet Euptoieta och familjen praktfjärilar. Inga underarter finns listade i Catalogue of Life.